# Elecciones al Parlamento Europeo de 1984 (Francia)
En las elecciones al Parlamento Europeo de 1984 en Francia, celebradas en junio, se escogió a los 81 representantes de dicho país para la segunda legislatura del Parlamento Europeo.

## Resultados
| Datos de participación | Datos de participación | Datos de participación |
| ---------------------- | ---------------------- | ---------------------- |
| Censo electoral        | 36.880.688             | 100%                   |
| Votos                  | 20.918.772             | 56,7%                  |
| Abstención             | 15.961.916             | 43,3%                  |
| Votos a candidaturas   | 20.180.934             | 96,5%                  |

| ← Elecciones al Parlamento Europeo de 1984 →                                 |                   |           |       |         |     |                                             |
| Partido                                                                      | Cabeza de lista   | Votos     | %     | Escaños | +/- | Grupo en el Parlamento Europeo              |
| Unión para la Democracia Francesa Reagrupamiento para la República (UDF-RPR) | Simone Veil       | 8.683.596 | 43,03 | 41      | +1a | Partido Popular Europeo/Demócratas Europeos |
| Partido Socialista (PS)                                                      | Lionel Jospin     | 4.188.875 | 20,76 | 20      | -2  | Partido Socialista Europeo                  |
| Partido Comunista Francés (PCF)                                              | Georges Marchais  | 2.261.312 | 11,21 | 10      | -9  | Grupo de Comunistas y Afines                |
| Frente Nacional (FN)                                                         | Jean-Marie Le Pen | 2.210.334 | 10,95 | 10      | +10 | Grupo de las Derechas Europeas              |
| Los Verdes (VERTS)                                                           | Didier Anger      | 680.080   | 3,37  | 0       | =   |                                             |
| Entente Radical Ecologista (ERE)                                             | Olivier Stirn     | 670.474   | 3,32  | 0       | =   |                                             |
| Lucha Obrera (LO)                                                            | Arlette Laguiller | 417.702   | 2,07  | 0       | =   |                                             |
| Réussir l'Europe (RE)                                                        | Francine Gomez    | 382.404   | 1,89  | 0       | =   |                                             |
| Partido Comunista Internacionalista (PCI)                                    | Marc Gauquelin    | 182.320   | 0,90  | 0       | =   |                                             |
| Partido Socialista Unificado Comunistas Demócratas y Unitarios (PSU-CDU)     | Serge Depaquit    | 146.238   | 0,72  | 0       | =   |                                             |
| U.T.I. por la Libertad de Emprender (UTILE)                                  | Gérard Nicoud     | 138.220   | 0,68  | 0       | =   |                                             |
| Iniciativa 84 (I 84)                                                         | Gérard Touati     | 123.642   | 0,61  | 0       | =   |                                             |
| Por los Estados Unidos de Europa (EUE)                                       | Henri Cartan      | 78.234    | 0,39  | 0       | =   |                                             |
| Partido Obrero Europeo (POE)                                                 | Jacques Cheminade | 17.503    | 0,09  | 0       | =   |                                             |

a: Calculado sobre la suma de los escaños de los dos partidos obtenidos en 1979. UDF obtuvo entonces 25 escaños y RPR 15.